# نجم زائر

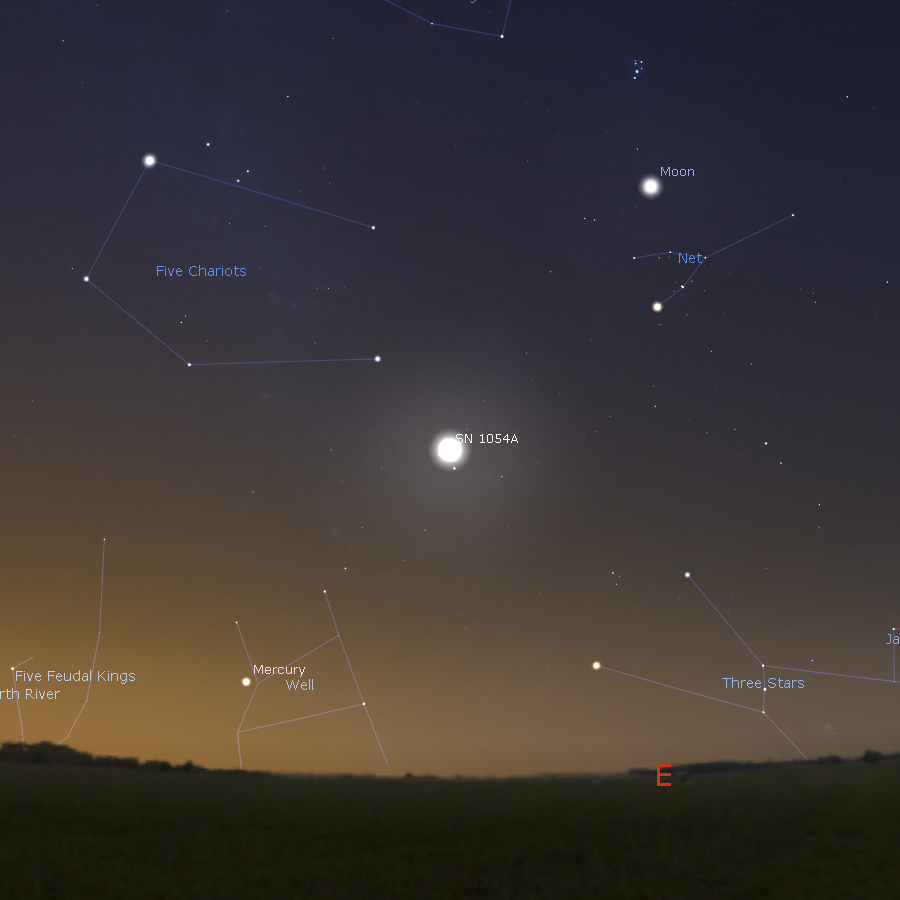

عند الفلكيين الصينيين، المصطلح نجم زائر يشير إلى النجم الذي يظهر فجأة في المكان الذي لم يظهر فيه أي نجم من قبل، ثم يختفي بعد فترة من الزمن. وقد نقل هذا المصطلح عن السجلات القديمة للفلكيين الصينيين. يرى علم الفلك الحديث أن النجوم الزائرة هي مظهر من مظاهر النجوم المتغيرة الكارثية : المستعرات والمستعرات العظمى. وفي علم الفلك الصيني القديم، النجوم الزائرة أحد ثلاثة أنواع من «النجوم الجديدة»، والآخران هما وصف قديم للمذنبات في الفلك الحديث. ويعد كتاب هان أقدم تسجيل صيني يذكر النجوم الزائرة، الذي يوؤرخ لمملكة هان (206 ق.م - 220م), وكل الممالك اللاحقة لها سجلات مشابهة.
أحد السجلات الأوروبية القديمة، التي من المرجح أن تكون أقدم تدوين عن المستعرات العظمى ولكن بإشارات غامضة إلى الأحداث الفلكية التي يمكن أن تفسر على أنها المستعر الأعظم 185 الذي سجله الصينيون. في الوقت نفسه، يتساؤل الفلكيون لماذا لم يكن هناك ذكر للمستعر الأعظم 1054 في السجلات الأوروبية.